# Liste der Gerichte in der Emilia-Romagna

Die Landesgerichtsbezirke richten sich nach den Provinzen innerhalb der Region.

Die Liste der Gerichte in Emilia-Romagna dient der Aufnahme der staatlichen italienischen Gerichte der ordentlichen und besonderen Gerichtsbarkeit in der Region Emilia-Romagna. Bis auf Weiteres sind nur Gerichtsorte angegeben.

## Ordentliche Gerichtsbarkeit
| Oberlandesgericht | Nachgeordnete (Landes-)Gerichte    | Friedensgerichte                                                       |
| ----------------- | ---------------------------------- | ---------------------------------------------------------------------- |
| Bologna           | Bologna                            | Bologna, Imola, Porretta Terme                                         |
| Bologna           | Ferrara                            | Ferrara                                                                |
| Bologna           | Forlì                              | Forlì                                                                  |
| Bologna           | Modena                             | Modena                                                                 |
| Bologna           | Parma                              | Parma                                                                  |
| Bologna           | Piacenza                           | Piacenza                                                               |
| Bologna           | Ravenna                            | Faenza, Lugo, Ravenna                                                  |
| Bologna           | Reggio nell’Emilia                 | Reggio nell’Emilia                                                     |
| Bologna           | Rimini                             | Rimini                                                                 |
| Bologna           | Jugendgericht Bologna              |                                                                        |
| Bologna           | Strafvollstreckungsgericht Bologna | (Strafvollstreckungsstellen in Bologna, Modena und Reggio nell’Emilia) |

Beim Oberlandesgericht (Corte d’appello) wird ein Schwurgericht zweiter Instanz eingerichtet, bei den Landesgerichten Schwurgerichte. Beim Oberlandesgericht gibt es eine Generalstaatsanwaltschaft, bei den Landesgerichten und Jugendgerichten Staatsanwaltschaften.
Beim Oberlandesgericht Bologna und beim Landesgericht Bologna bestehen Kammern für Unternehmens-, Urheberrechts- oder Handelssachen.

## Besondere Gerichte
- Regionale Verwaltungsgerichtshöfe (TAR) in Bologna und Parma.
- Regionale Steuerkommission (Finanzgericht) in Bologna.
  - Außenstellen in Parma und Rimini.
    - Neun nachgeordnete Provinz-Steuerkommissionen in den Provinzen der Emilia-Romagna.
- Das Gericht für öffentliche Gewässer in Florenz ist auch für die Region Emilia-Romagna zuständig.
- Außenstelle des Nationalen Rechnungshofes in Bologna (hat den Status eines Gerichts).
- Das Militärgericht in Verona ist auch für die Region Emilia-Romagna zuständig.
- Aufgaben der Verfassungsgerichtsbarkeit übernimmt das Verfassungsgericht in Rom.